# Dusindansker
|  | Denne artikel er oprettet af botten Steenthbot ud fra en ekstern database. Den kan derfor have sproglige fejl eller mangler. Denne skabelon kan fjernes efter kontrol af indholdet. |

Dusindansker er en dansk portrætfilm fra 2023 instrueret af Emilie Berg.

## Handling
Med sit skæg og kropsbygning ligner Ole en stereotypisk skandinavisk viking. Han sidder ofte på gågaden i Odense og spiller på sin australske didgeridoo i sit afrikanske tøj. Jeg faldt over Ole, som i byen er kendt for at være ”Manden med de farverige udklædninger”, men som han selv siger: ”Jeg er ikke klædt ud; jeg er klædt på”.
Ole har en stor del af sin tilværelse levet et, hvad han selv vil kalde ”røvkedeligt liv”. Ole higede efter en almindelig tilværelse, som ganske almindelig dusindansker, efter altid at have følt sig anderledes. Han havde job på Lindø Værftet, var kustode på Brandts, men han var ikke lykkelig. Oles ”dusindansker” tilværelse fik en brat slutning, da Ole i sit forsøg på at begå selvmord fik en åbenbaring, som ændrede hans liv for altid.

## Medvirkende
- Ole Falk